# 8874 Showashinzan
8874 Showashinzan è un asteroide della fascia principale. Scoperto nel 1992, presenta un'orbita caratterizzata da un semiasse maggiore pari a 2,2571505 UA e da un'eccentricità di 0,1848833, inclinata di 5,16251° rispetto all'eclittica.
Prende il nome dal duomo di lava giapponese Showashinzan.